# Grania levis
Grania levis är en ringmaskart som beskrevs av Coates 1985. Grania levis ingår i släktet Grania och familjen småringmaskar. Inga underarter finns listade i Catalogue of Life.